# 凱夫殖民地 (特拉華州)
凱夫殖民地（英語：Cave Colony）是位於美國特拉華州蘇塞克斯縣的一個非建制地區。該地的面積和人口皆未知。

## 地理
凱夫殖民地的座標為38°45′50″N 75°17′24″W / 38.76389°N 75.29000°W，而該地的平均海拔高度為10米（即33英尺）。